# جک هیکمن
جک هیکمن (انگلیسی: Jak Hickman؛ زادهٔ ۱۱ سپتامبر ۱۹۹۸) بازیکن فوتبال اهل بریتانیا است.
از باشگاه‌هایی که در آن بازی کرده‌است می‌توان به باشگاه فوتبال کاونتری سیتی اشاره کرد.